# Houdetot
Houdetot – miejscowość i gmina we Francji, w regionie Normandia, w departamencie Sekwana Nadmorska.
Według danych na rok 1990 gminę zamieszkiwało 136 osób, a gęstość zaludnienia wynosiła 24 osoby/km² (wśród 1421 gmin Górnej Normandii Houdetot plasuje się na 763. miejscu pod względem liczby ludności, natomiast pod względem powierzchni na miejscu 637.).